# Liste der Bischöfe von Troia
Die folgenden Personen waren Bischöfe von Troia in Italien:
- Heiliger Marcus (5. Jh.)
- Heiliger Eleuterius (5. Jh.)
- Heiliger Secondinus (5. Jh.)
- Marcianus (501–504)
- Domninus (6. Jh.)
- Oriano (11. Jh.)
- Stefano Normanno (1071)
- Uberto (1100)
- Guglielmo II.
- Helias
- Walter von Pagliara (1189–1201)
- Philipp (1212–?)
- Pietro de Barbuco (1253–?)
- Matteo (1259–1276)
- Ugo, O.P. (1278–1279)
- Rainerio, O.F.M. † (1280–?)
- Roggero (? – 1302)
- Pietro, O.F.M. (1302–1309)
- Guglielmo Bianchi, O.S.B. (1309–1310)
- Berard (1310–?)
- Arnold (1322–?)
- Bisanzio (1332–?)
- Enrico Trezza (1341–?)
- Nicola
- Guido (1375–1385) (auch Bischof von Venafro)
- Richard (1391–?)
- Bartolomäus (1398–?)
- Nicola (1409–1409)
- Angelo (1411–1438)
- Giacomo Lombardo (1438–1469)
- Johannes Paulus Vassel (1469–1474), war Bischof von Potenza, wird Bischof von Aversa
- Stephan Grube (1474–1480), wird Erzbischof von Riga
- Scipione Piscicelli (1480–1484)
- Giannozzo Pandolfini (1484–1514), resigniert, † 13. Dezember 1525
- Ferrando Pandolfini (1514–1560)
- Scipione Rebiba (19. Juni 1560–4. September 1560)
- Prospero Rebiba (1560–circa 1593)
- Jacopo Aldobrandini (1593–1607)
- Pietro Antonio Da Ponte, C.R. (1607–1622)
- Giovanni Battista Roviglioni (1622–1623)
- Felice Siliceo (1623–1626)
- Giovanni Battista Astalli (1626–1644)
- Giovanni Tommaso Veneziani (1645–1644)
- Antonio Sacchetti (1648–1662)
- Sebastiano Sorrentino (1663–1675)
- Antonio de Sangro, C.R. (1675–1694)
- Emilio Cavalieri, POCR (1694–1726)
- Giovanni Pietro Faccolli (1726–1752)
- Marco De Simone (1752–1777)
- Giovanni Giacomo Onorati (1777–?)
- Michele Palmieri (1804–1824) (auch Bischof von Monopoli)
- Antonio Monforte (1824–circa 1855)
- Tommaso Passero, O.P. (1856–1890)
- Domenico (Daniele) Tempesta, O.F.M. (1891–1899)
- Paolo Emilio Bergamaschi (1899–1910)
- Domenico Lancellotti (1911–1918) (auch Bischof von Conversano)
- Fortunato Maria Farina (1919–1951) (auch Bischof von Foggia)
- Giuseppe Amici (1951–1955) (auch Bischof von Cesena)
- Antonio Mistrorigo (1955–1958) (auch Bischof von Treviso)
- Antonio Pirotto (1958–1974)
- Giuseppe Lenotti (1974–1981)
- Salvatore De Giorgi (1981–1986)

Fortsetzung unter Liste der Bischöfe von Lucera